# Quarta temporada de Supernatural
Aquesta és una llista d'episodis de la quarta temporada de la sèrie Supernatural que està composta per 22 episodis.
Aquesta va començar el 18 de setembre de 2008 i va finalitzar el 14 de maig de 2009.

## Argument
La quarta temporada explica com Dean aconsegueix escapar de l'infern quatre mesos després (que en l'infern serien 40 anys), després de ser rescatat per Castiel, un àngel enviat per Déu. Durant els mesos en què va estar tancat, Sam ha aconseguit desenvolupar les seves habilitats com a caçador en una forma no natural, amb ajuda de Ruby. Més tard, és revelat que Dean va ser ressuscitat amb l'objectiu de detenir a Lilith, el pla de la qual és trencar els 66 segells que mantenen tancat a Llucifer. Per tal d'evitar-ho, Sam va ser manipulat per Ruby al llarg de tota l'edició perquè matés a Lilith (la mort de la qual trencaria l'últim segell). A causa d'això, Sam mata a Ruby i Dean no arriba a temps per evitar la mort de Lilith i impedir l'alliberament de Llucifer, la temporada acaba quan aquest surt de l'infern.

## Personatges Principals
- Jared Padalecki com Sam Winchester
- Jensen Ackles com Dean Winchester

## Personatges Recurrents
- Misha Collins com Castiel (12 episodis)
- Genevieve Cortese com Ruby (11 episodis)
- Jim Beaver com Bobby Singer (7 episodis)
- Mark Rolston (2/22) i Christopher Heyerdahl (3/22) com Alastair (5/22)
- Julie McNiven com Anna (5 episodis)
- Robert Wisdom com Uriel (4 episodis)
- Katherine Boecher (2/22) i Sierra McCormick (1/22) com Lilith (3/22 episodis)
- Kurt Fuller com Zachariah (3 episodis)
- Traci Dinwiddie com Pamela Barnes (3 episodis)
- Rob Benedict com Chuck Shurley (2 episodis)
- Juliana Wimbles com Cindy McKellan (2 episodis)

## Llista d'Episodis
| # | Títol Original                                                                              | Emissió Original       | Audiència                  | Entitat Sobrenatural                                        |
| --- | ------------------------------------------------------------------------------------------- | ---------------------- | -------------------------- | ----------------------------------------------------------- |
| 61 (4.1) | Lazarus Rising (La Resurrecció de Llàtzer)                                                  | 18 de setembre de 2008 | 3.96 milions d'espectadors | Ángel／Dimonis／Psíquic                                     |
| Quatre mesos després d'haver estat lliurat a l'Infern, Dean desperta inexplicablement enterrat en el seu taüt. Escapa d'ell i intenta contactar amb Bobby quan de sobte és emboscat per una entitat. Es reuneix amb Sam, qui està més sorprès de la resurrecció que Dean. Juntament amb Bobby, els Winchester troben a una psíquica, Pamela Barnes, per ajudar-los a descobrir què va treure a Dean fos de l'Infern. Pamela troba un nom, Castiel, però amb un horrible preu: la visió de Castiel crema els ulls a Pamela. També és revelat que les habilitats psíquiques de Sam han avançat, ja que ara pot exorcitzar dimonis. A més, es troba freqüentment amb Ruby, qui ha posseït un altre cos. Dean decideix convocar a Castiel al costat de Bobby per trobar què és el que vol i preparen un ritual. El ritual té èxit i Castiel apareix, és un àngel de Déu. Explica que és responsable de treure a Dean de l'Infern, Dean li pregunta per què de totes les persones val la pena ser salvat, i Castiel contesta que Déu té un treball per a ell. |                                                                                             |                        |                            |                                                             |
| 62 (4.2) | Are You There God? It's Em, Dean Winchester (Estàs aquí, Déu? Sóc jo, Dean Winchester)      | 25 de setembre de 2008 | 3.18 milions d'espectadors | Esperits Venjatius／Ángeles／Dimoni                         |
| Sam, Dean i Bobby estan sent buscats pels enutjats esperits de les persones que no van aconseguir salvar. Bobby es defrauda quan els fantasmes de dues noies, a les quals ell no va poder rescatar, comencen a perseguir-lo. Dean i Sam pensen que es tornaran bojos quan els fantasmes de l'agent del FBI Victor Henrickson (Charles M. Whitfield) i Meg Masters (Nicki Aycox) apareixen, acusant-los d'haver-los fallat. |                                                                                             |                        |                            |                                                             |
| 63 (4.3) | In the Beginning (En el Començament)                                                        | 2 d'octubre de 2008    | 3.51 milions d'espectadors | Ángeles／Azazel／Viatgi en el temps／Dimoni                 |
| Dean és transportat al passat per Castiel, a Lawrence, Kansas, als anys 1970. En aquest lloc, coneix al jove John Winchester (Matthew Cohen) i a Mary (Amy Gumenick), els seus pares. Aquesta reunió familiar es fa més interessant quan coneix al seu avi Samuel Campbell (Mitch Pileggi). |                                                                                             |                        |                            |                                                             |
| 64 (4.4) | Metamorphosis (Metamorfosi)                                                                 | 9 d'octubre de 2008    | 3.15 milions d'espectadors | Rougarou／Dimoni                                            |
| Dean Winchester descobreix que el seu germà Sam es troba matant dimonis a les seves esquenes amb l'ajuda de Ruby. En això reben un treball d'un vell conegut, Travis, el qual consisteix a ajudar a caçar a un Rougarou, però Sam es nega a matar-lo al·legant que tots poden canviar el que són. |                                                                                             |                        |                            |                                                             |
| 65 (4.5) | Monster Movie (Pel·lícula de Monstres)                                                      | 16 d'octubre de 2008   | 3.06 milions d'espectadors | Transformista                                               |
| Tot es presenta tal qual una pel·lícula de terror antiga. Els Winchester van camí a Pennsilvània tractant casos de monstres tals com Drácula, l'home llop, etc. Tot això sembla tan estrany fins que Dean s'enfronta amb el suposat Drácula i així aconsegueix esbrinar de que es tracta tot, mentrestant Sam esbrina que Dean no sempre té la raó. Un canviant és la raó del problema. |                                                                                             |                        |                            |                                                             |
| 66 (4.6) | Yellow Fever (Febre Groga)                                                                  | 23 d'octubre de 2008   | 3.25 milions d'espectadors | Buruburu (Malaltia Espiritual)                              |
| Sam i Dean investiguen la misteriosa mort de diversos homes que pel que sembla van morir de por. Visiten a una de les víctimes a la morgue, i Dean s'infecta amb la malaltia que comença com una ansietat general. A continuació, pasa a un autèntic terror que amb el temps fa que es detingui el cor. Sam i Bobby han de trobar l'arrel de la malaltia abans de Dean mori i sigui enviat de tornada a l'Infern. |                                                                                             |                        |                            |                                                             |
| 67 (4.7) | It's the Great Pumpkin, Sam Winchester (La Gran carabassa, Sam Winchester)                  | 30 d'octubre de 2008   | 3.55 milions d'espectadors | Samhain／Ángeles／Bruixotes／Esperits／Zombies              |
| Falten pocs dies per Halloween i Sam i Dean investiguen dues misterioses morts en un petit poble. Els germans troben 6 bosses que contenen un encanteri per invocar a un perillós dimoni anomenat Samhain, que resulta ser ni més ni menys que un altre dels segells que Lilith planeja trencar. |                                                                                             |                        |                            |                                                             |
| 68 (4.8) | Wishful Thinking (Pensant Desitjos)                                                         | 6 de novembre de 2008  | 3.24 milions d'espectadors | Moneda Maleïda                                              |
| Sam i Dean investiguen què ocorre a la petita ciutat de Concreti, a l'estat de Washington, on un osset de peluix ve a la vida, algú guanya la loteria, un adolescent pot convertir-se en invisible i un noi assetjat té força sobre-humana. Els germans s'adonen que cada desig que és concedit, acaba de mala manera. Els desitjos són concedits pel déu babilònic del caos, Tiamat. En aquest episodi Dean li diu a Sam que sí que recorda el que li va passar a l'infern, però es nega a dir-li el que va passar. |                                                                                             |                        |                            |                                                             |
| 69 (4.9) | I Know What You Did Last Summer (L'hi que van fer l'estiu passat)                           | 13 de novembre de 2008 | 2.94 milions d'espectadors | Ángeles／Dimonis／Alastair                                  |
| Ruby els diu a Sam i Dean que un poderós dimoni anomenat Alastair està búscant a una noia anomenada Anna, que pot sentir converses dels àngels. Els tres intenten trobar-la, però una vegada que ho fan, Alastair ataca i Ruby s'escapa amb la noia. Dean qüestiona la confiança de Sam en Ruby, per la qual cosa Sam li explica el que va succeir durant aquests mesos que ell va estar a l'infern i de com Ruby li va salvar la vida. |                                                                                             |                        |                            |                                                             |
| 70 (4.10) | Heaven and Hell (Cel i infern)                                                              | 20 de novembre de 2008 | 3.34 milions d'espectadors | Ángeles／Dimonis／Alastair                                  |
| Sam i Dean finalment entenen per què Castiel i Uriel volen assassinar Anna. No obstant això, ells no estan d'acord amb els àngels. Sam i Dean intenten protegir-la. Mentrestant, Alastair i els seus dimonis els segueixen. Per fi en aquest episodi Dean li explica a Sam el que li van fer a l'infern. |                                                                                             |                        |                            |                                                             |
| 71 (4.11) | Family Remains (Restes de família)                                                          | 15 de gener de 2009    | 2.98 milions d'espectadors | Cap (Nens salvatges)                                        |
| Sam i Dean ajuden a una família que està sent torturada per un suposat esperit. Els germans pensen que és un esperit venjatiu però s'adonen que són una dona i el seu germà que han estat atrapats darrere de les parets d'una casa. |                                                                                             |                        |                            |                                                             |
| 72 (4.12) | Criss Angel is a Douchebag (Criss Angel és un tarado)(a Espanya: Criss Angel és un Cretino) | 22 de gener de 2009    | 3.04 milions d'espectadors | Màgia negra                                                 |
| Sam i Dean investiguen unes morts sospitoses entre un grup de mags que, misteriosament, ara posseeixen un gran èxit. |                                                                                             |                        |                            |                                                             |
| 73 (4.13) | After School Special (Especial: Després de l'escola)                                        | 29 de gener de 2009    | 3.57 milions d'espectadors | Esperit Venjatiu                                            |
| En aquest episodi, els germans caçaran en una de les escoles a les quals van assistir quan eren nens. Durant la seva recerca, anirem descobrint - gràcies a la utilització d'alguns flashbacks - Què va significar l'escola per a Sam i Dean?. |                                                                                             |                        |                            |                                                             |
| 74 (4.14) | Sex and Violence (Sexe i Violència)                                                         | 5 de febrer de 2009    | 3.37 milions d'espectadors | Sirena                                                      |
| Sam i Dean entren en una petita ciutat en Iowa, on tres homes han dut inexplicablement a les seves esposes a la mort. La raó per la qual els individus realitzen els assassinats és una sirena, criatura que pot prendre diverses formes i necessita desesperadament amor i obliga a la gent que es destrueixi com a demostració de la dedicació. La sirena posa a Sam i a Dean sota el seu encant i finalment els dos germans es troben cara a cara en una lluita a mort. |                                                                                             |                        |                            |                                                             |
| 75 (4.15) | Death Takes a Holyday (La Mort es pren unes Vacances)                                       | 12 de març de 2009     | 2.84 milions d'espectadors | Reaper／Ángeles／Dimonis／Alastair                          |
| Sam i Dean investiguen un poble petit on les persones no poden morir. Descobreixen que els Reapers s'han perdut, per això van a veure a Pamela Barnes perquè els ajudi. Ella els envia al món espiritual per buscar respostes i acaben enfrontant-se a Alastair, que ha segrestat als reapers per trencar un altre segell. |                                                                                             |                        |                            |                                                             |
| 76 (4.16) | On The Head of a Pin (Sobre el cap d'una agulla)                                            | 19 de març de 2009     | 3.37 milions d'espectadors | Ángeles／Alastair                                           |
| Algú prou poderós s'interposa en els plans del cel assassinant Ángeles i creuen que Lilith està darrere de tot això. Castiel i Uriel han capturat a Alastair i demanen a Dean que utilitzi les habilitats de tortura que va aprendre a l'infern per treure-li informació i així parar els assassinats. Sam es preocupa perquè el seu germà no sigui capaç de fer-ho però aquest vol fer-ho, quan Alastair revela informació impactant el món de Dean s'enfonsa. |                                                                                             |                        |                            |                                                             |
| 77 (4.17) | It's a Terrible Life (És una Vida Terrible)                                                 | 26 de març de 2009     | 3.17 milions d'espectadors | Esperit Venjatiu／Ángeles                                   |
| Inexplicablement, els Winchesters s'han "convertit" en "Dean Smith", un executiu, i en "Sam Wesson", que treballa a suport tècnic. Cap recorda la seva vida com els Winchester (excepte Sam que té estranys somnis) però després que els seus companys de treball comencen a suïcidar-se i que Dean vegi un fantasma en un mirall, comencen a treballar junts per resoldre la situació. Dean descobreix que el seu cap és realment un àngel anomenat Zachariah el qual va reemplaçar temporalment els records de Sam i Dean amb el propòsit de mostrar-li a Dean que porta a la seva sang l'essència d'un caçador i és l'únic que pot detenir l'Apocalipsi. |                                                                                             |                        |                            |                                                             |
| 78 (4.18) | The Monster at the end of this Book (El monstre al final d'aquest llibre)                   | 2 d'abril de 2009      | 3.27 milions d'espectadors | Profeta／Lilith／Ángeles／Rafael                            |
| Sam i Dean queden impactats després de descobrir una sèrie de llibres titulats "Supernatural" que descriuen detalladament la seva vida com a caçadors de dimonis. Ells van després a l'escriptor, Carver Edlund, que els explica als germans que ha tingut visions les quals ha publicat en les històries. Es revela posteriorment que és un profeta de déu, i que el cuida un Arcàngel. Carver els diu que Lilith està a l'aguait i que ella té un pla per a Sam. |                                                                                             |                        |                            |                                                             |
| 79 (4.19) | Jump the Shark (Pirueta argumental)                                                         | 23 d'abril de 2009     | 2.76 milions d'espectadors | Ghouls                                                      |
| Dean i Sam reben la trucada d'un noi de nom Adam, explicant-los que cerca a John Winchester, i dient que aquest és el seu pare. Els Winchester assumeixen que és un dimoni que els vol tendir un parany, però descobreixen que el noi realment és el seu germà. No obstant això després descobreixen que el noi està mort i que un necrófago es va fer passar per ell. |                                                                                             |                        |                            |                                                             |
| 80 (4.20) | The Rapture (El extasis)                                                                    | 30 d'abril de 2009     | 2.96 milions d'espectadors | Ángeles／Dimonis                                            |
| Castiel se li apareix a Dean en un somni i li diu que té alguna cosa important que dir-li però ha de ser en privat. Dean i Sam van a buscar a Castiel però es troben amb Jimmy, el seu hoste, que té molt pocs records d'haver estat un àngel. Jimmy vol retrobar-se amb la seva família i seguir amb la seva vida normal, però Dean i Sam es mostren molt preocupats per la seva seguretat. |                                                                                             |                        |                            |                                                             |
| 81 (4.21) | When the Leeve Breaks (Quan el dic es trenca)                                               | 7 de maig de 2009      | 2.78 milions d'espectadors | Ángeles／Dimonis                                            |
| Bobby i Dean tanquen a Sam a la "cambra del pànic" amb la finalitat que es desintoxiqui de la sang de dimoni. No obstant això quan Bobby veu que els últims segells estan sent trencats li diu a Dean que han d'alliberar a Sam per impedir l'Apocalipsi. Dean refusa la idea i li demana ajuda a Castiel. Sam i Dean tenen una gran confrontació en la qual Dean li diu a Sam que si decideix anar-se'n amb Ruby, mai podrà tornar. |                                                                                             |                        |                            |                                                             |
| 82 (4.22) | Llucifer Rising (La resurrecció de Llucifer)                                                | 14 de maig de 2009     | 2.90 milions d'espectadors | Angeles／Dimonis／Lilith／Profeta／Rafael／Azazel／Llucifer |
| L'Apocalipsi està per venir, i Sam i Dean es preparen per a la batalla final de diferents maneres. Sam es concentra a trobar a Lilith i matar-la d'una vegada. Mentre que Dean és segrestat per Castiel i Zachariah que li diuen que la mort de Lilith és el segell que alliberarà a Llucifer, i que el seu treball serà derrotar-lo una vegada que ocorri l'apocalipsi. Es descobreix que Ruby sempre va manipular a Sam perquè matés a Lilith i els Winchester l'eliminen, no obstant això segons després la porta de la presó de Llucifer comença a obrir-se. |                                                                                             |                        |                            |                                                             |